# دومینیک شوالیه
دومینیک شوالیه (انگلیسی: Dominique Chevalier; ۲۶ ژوئن ۱۹۵۶ – ۱۶ اوت ۲۰۱۲) بازیکن فوتبال اهل فرانسه بود.
از فیلم‌ها یا برنامه‌های تلویزیونی که وی در آن نقش داشته‌است می‌توان به شهر کودکان گمشده اشاره کرد.
از باشگاه‌هایی که در آن بازی کرده‌است می‌توان به باشگاه فوتبال والنسین اشاره کرد.